# 贵州刚竹
贵州刚竹（学名：Phyllostachys guizhouensis）为禾本科刚竹属下的一个种。